# 塞奇威克維爾 (密蘇里州)
塞奇威克維爾（英語：Sedgewickville）是位於美國密蘇里州波林格縣的村。

## 人口
根據2020年美國人口普查的數據，塞奇威克維爾的面積為1.66平方千米，皆為陸地。當地共有人口191人，而人口密度為每平方千米115人。